# Lista de presidentes da Coreia do Sul
Esta lista de presidentes da República da Coreia compreende todas as pessoas que exerceram a chefia de governo e de Estado desde a restauração da independência em 1948, após a divisão da Península Coreana. Atualmente, o presidente exerce as funções de chefe de governo e  comandante-em-chefe das forças armadas, sendo eleito por voto direto e universal para um mandato único de cinco anos, conforme a Constituição de 1987.
Ao longo da história, o mandato presidencial passou por diversas mudanças. Durante a Primeira República (1948–1960), o mandato era de quatro anos, com limite de dois mandatos, revogado em 1954. A Segunda República transformou a presidência em uma função cerimonial, enquanto a Terceira República restaurou a eleição direta. Sob a Constituição Yushin da Quarta República (1972), o mandato foi ampliado para seis anos, sem limites de reeleição, e posteriormente ajustado para sete anos na Quinta República (1981), com eleições indiretas.
Até 2024, treze pessoas ocuparam integralmente o cargo de presidente. Entre elas, Park Chung-hee foi o que permaneceu mais tempo no poder, liderando por 18 anos até seu assassinato em 1979, a única mulher a ocupar a presidência foi sua filha, Park Geun-hye, eleita em 2012. O presidente, Yoon Suk-yeol, eleito em 2022, foi afastado em 2024 após a aprovação de uma moção de impeachment pela Assembleia Nacional. Durante o período de afastamento, seus poderes permaneceram suspensos enquanto o Tribunal Constitucional emitia uma decisão final sobre o caso. Nesse intervalo, o primeiro-ministro Han Duck-soo assumiu como presidente interino, mas também enfrentou um processo de impeachment aprovado pela Assembleia Nacional em 27 de dezembro de 2024, o que resultou na suspensão de suas funções. Com isso, o cargo de presidente interino foi transferido para Choi Sang-mok, ministro da Economia e Finanças. No entanto, Han Duck-soo foi restabelecido como presidente interino em 24 de março de 2025, após o Tribunal Constitucional revogar seu impeachment. Han permaneceu no cargo até 1º de maio de 2025, quando renunciou. Com sua saída, Lee Ju-ho assumiu como presidente interino, ocupando a função até as eleições presidenciais sul-coreanas de 2025.
A numeração utilizada na primeira coluna das tabelas abaixo é condicional, assim como o uso da cor de fundo, que visa facilitar a identificação da afiliação política das figuras sem a necessidade de consultar diretamente a coluna de filiação partidária. Além disso, a coluna "Partido político" indica tanto a filiação partidária quanto o status de independência (sem partido) das personalidades listadas. A coluna "Eleição" reflete os processos eleitorais realizados ou outros motivos que levaram o chefe de Estado a assumir o cargo sem a realização de eleições. Para facilitar a compreensão, a lista está dividida de acordo com os períodos históricos adotados na historiografia do país. As descrições fornecidas nas introduções de cada seção têm o objetivo de destacar as particularidades da vida política da República da Coreia.

## Primeira República (1948—1960)

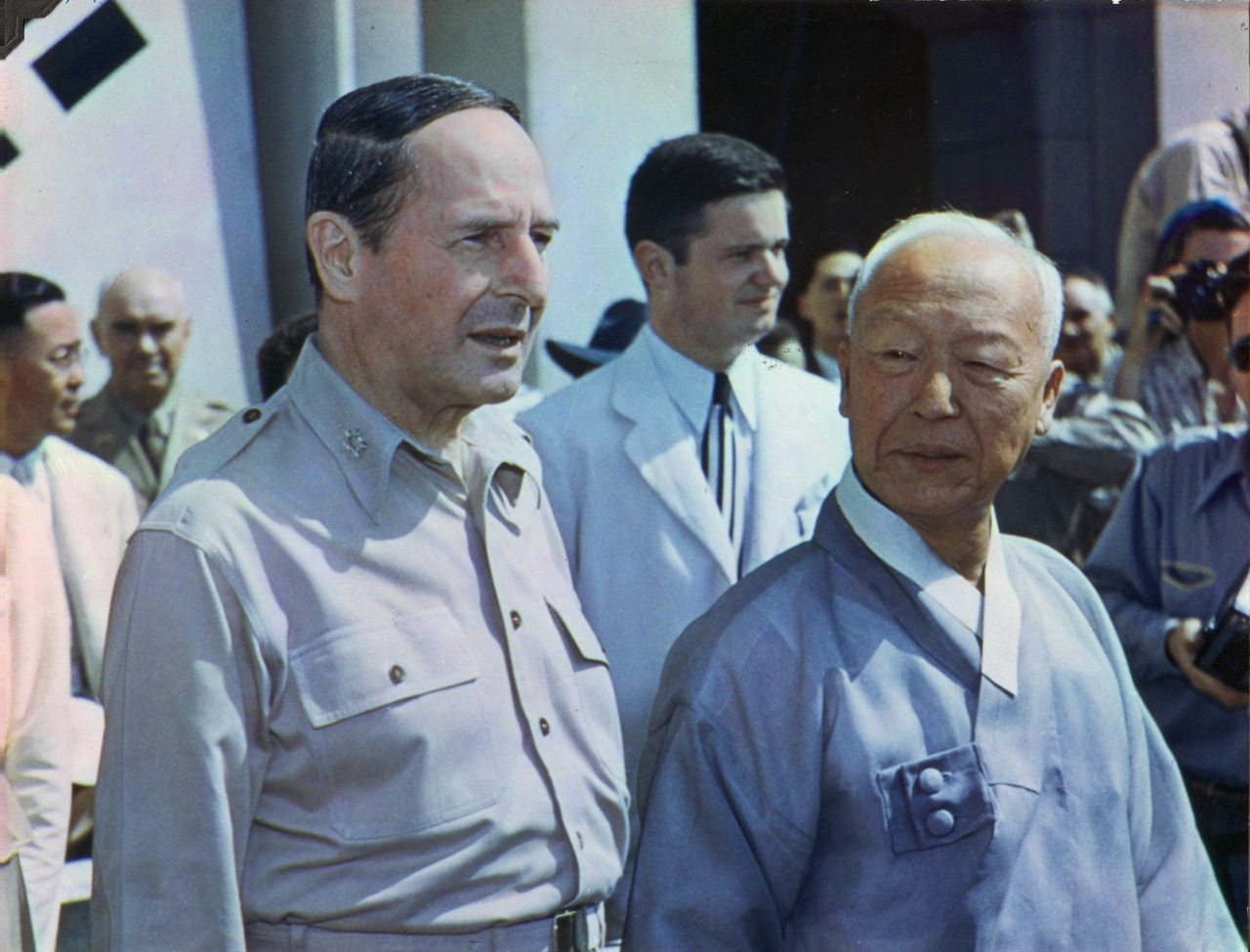
Syngman Rhee e o general Douglas MacArthur na posse do presidente em 15 de agosto de 1948

A Primeira República da Coreia do Sul (em coreano:  1 공화국) foi um regime político que surgiu no sul da península Coreana em 1948, após o término da administração militar dos Estados Unidos. Em 10 de maio de 1948, na parte do país ocupada pelos EUA sob supervisão da ONU, ocorreram as eleições para a Assembleia Constituinte, que aprovou e, em 17 de julho de 1948, promulgou sua constituição, estabelecendo um sistema político com um presidente dotado de amplos poderes como chefe de Estado. Nas eleições presidenciais realizadas em 20 de julho de 1948, Syngman Rhee, candidato da Associação Nacional para a Realização Rápida da Independência Coreana, foi eleito. Em 15 de agosto de 1948, foi proclamada a República da Coreia independente, reivindicando soberania sobre toda a península. No entanto, ao norte do paralelo 38º, foi proclamada a República Popular Democrática da Coreia, aprofundando as divisões que levaram à Guerra da Coreia, conflito que marcou intensamente a região.
Syngman Rhee foi reeleito com sucesso duas vezes (em 1952 e 1956). Após revogar a limitação constitucional que impunha no máximo três mandatos presidenciais, ele se lançou como candidato a um quarto mandato. Quando ocorreram as eleições de 15 de março de 1960, seu único oponente faleceu antes do pleito, deixando Rhee como único concorrente, isso deslocou a atenção para a disputa pelo cargo de vice-presidente, que foi marcada por graves irregularidades processuais e manipulação dos resultados. Os protestos da oposição culminaram na Revolução de Abril, que resultou na renúncia e fuga de Syngman Rhee em 27 de abril de 1960. No mesmo dia, foi formado um governo provisório sob a liderança de Heo Jeong, inaugurando um período de transição política na Coreia do Sul.
| N° | Retrato | Presidente (Nascimento-morte)            | Mandato             | Mandato                         | Mandato            | Partido político | Eleição                                |
| N° | Retrato | Presidente (Nascimento-morte)            | Início              | Fim                             | Duração            | Partido político | Eleição                                |
| -- | ------- | ---------------------------------------- | ------------------- | ------------------------------- | ------------------ | ---------------- | -------------------------------------- |
| 1  |         | Syngman Rhee 이승만 李承晩 (1875–1965)   | 24 de julho de 1948 | 26 de abril de 1960 (renunciou) | 11 anos e 277 dias | NARRKI Liberal   | 1.º (1948) 2.º(1952) 3.º(1956) 03/1960 |
| —  |         | Heo Jeong 허정 許政 (1896–1988) Interino | 26 de abril de 1960 | 15 de junho de 1960             | 50 dias            | Independente     | [ nota 2 ]                             |

## Segunda República (1960–1962)
A Segunda República (em coreano:  2 공화국) foi um regime político que surgiu após a Revolução de Abril, sendo o único período com um sistema parlamentar, onde o presidente era o chefe de estado nominal, enquanto o poder executivo real estava concentrado nas mãos do primeiro-ministro, que liderava o governo. Seu início é considerado em 15 de junho de 1960, quando a Assembleia Nacional da Coreia do Sul fez as modificações constitucionais necessárias. Nas eleições parlamentares de 29 de julho de 1960, o Partido Democrático, que estava na oposição durante a Primeira República, conquistou a maioria na Assembleia Nacional de duas câmaras (além da Assembleia Nacional, que se tornou a câmara baixa, foi criada a câmara alta, o Senado). O novo presidente, Yun Bo-seon, foi eleito pelas duas câmaras em 12 de agosto de 1960.
Em 16 de maio de 1961, ocorreu um golpe militar, organizado pelo Comitê Revolucionário Militar, nominalmente liderado pelo chefe do Estado-Maior, Chang Do-yong, e foi formado o Conselho Supremo para a Reconstrução Nacional, composto pela elite militar, que assumiu a liderança das reformas econômicas e políticas. Em 18 de maio de 1961, o primeiro-ministro Chang Myon, que detinha o poder real, foi destituído, e o presidente Yun Bo-seon, que apoiou o golpe, renunciou em 24 de março de 1962.
| N° | Retrato | Presidente (Nascimento-morte)                     | Mandato              | Mandato              | Mandato  | Partido político | Eleição           |
| N° | Retrato | Presidente (Nascimento-morte)                     | Início               | Fim                  | Duração  | Partido político | Eleição           |
| -- | ------- | ------------------------------------------------- | -------------------- | -------------------- | -------- | ---------------- | ----------------- |
| —  |         | Heo Jeong 허정 許政 (1896–1988) Interino          | 15 de junho de 1960  | 15 de junho de 1960  | 0 dias   | Independente     | [ nota 2 ]        |
| —  |         | Kwak Sang-hoon 곽상훈 郭尙勳 (1896–1980) Interino | 15 de junho de 1960  | 23 de junho de 1960  | 7 dias   | Democrático      | [ nota 3 ]        |
| —  |         | Heo Jeong 허정 許政 (1896–1988) Interino          | 23 de junho de 1960  | 7 de agosto de 1960  | 45 dias  | Independente     | [ nota 4 ]        |
| —  |         | Baek Nak-jun 백낙준 白樂濬 (1895–1985) Interino   | 7 de agosto de 1960  | 13 de agosto de 1960 | 4 dias   | Independente     | [ nota 3 ]        |
| 2  |         | Yun Bo-seon 윤보선 尹潽善 (1897–1990)             | 13 de agosto de 1960 | 16 de maio de 1961   | 276 dias | Democrático      | 4.º (agosto 1960) |

## Conselho Supremo para a Reconstrução Nacional (1962—1963)
O Conselho Supremo para a Reconstrução Nacional (em coreano:  국가재건최고회의) foi formado após a Revolução Militar de 16 de maio de 1961, liderada pelo major-general Park Chung-hee e pela elite militar do país, a revolução foi justificada como uma resposta à instabilidade política, à corrupção generalizada e à necessidade de restaurar a ordem nacional no período pós-Guerra da Coreia, o Conselho assumiu a liderança nas atividades do governo com o objetivo de implementar reformas políticas e econômicas voltadas para a modernização e o progresso do país.
Entre as principais iniciativas, destacaram-se políticas para acelerar a industrialização e a reforma agrária, buscando fortalecer a economia sul-coreana, além disso, o Conselho adotou medidas rigorosas para combater a corrupção e consolidar a estrutura institucional, preparando o terreno para o retorno à governança civil.
Após a renúncia do presidente Yun Bo-seon, em 24 de março de 1962, Park Chung-hee, então presidente do Conselho Supremo, assumiu as funções de chefe de Estado. Em 17 de dezembro de 1962, foi realizado um referendo constitucional, em meio aos esforços do Conselho para restaurar o sistema presidencialista, esse referendo aprovou a restauração da forma presidencial de governo, que entrou em vigor um ano depois, em 1963, marcando o início da Terceira República da Coreia do Sul.
| N°  | Retrato | Presidente (Nascimento-morte)                                       | Mandato             | Mandato                | Mandato         | Partido político             | Eleição    |
| N°  | Retrato | Presidente (Nascimento-morte)                                       | Início              | Fim                    | Duração         | Partido político             | Eleição    |
| --- | ------- | ------------------------------------------------------------------- | ------------------- | ---------------------- | --------------- | ---------------------------- | ---------- |
| (2) |         | Yun Bo-seon 윤보선 尹潽善 (1897–1990)                               | 16 de maio de 1961  | 24 de março de 1962    | 312 dias        | Democrático Novo Democrático | [ nota 6 ] |
| —   |         | General Park Chung-hee 박정희 朴正熙 (1917–1979) Presidente do CSRN | 24 de março de 1962 | 17 de dezembro de 1963 | 1 ano, 268 dias | Militar                      | [ nota 7 ] |

## Terceira República (1963—1972)
A Terceira República (em coreano:  3 공화국) foi um regime político que surgiu após a dissolução do Conselho Supremo para a Reconstrução Nacional e o retorno do país a uma forma de governo civil, liderado por Park Chung-hee, que saiu da ativa em 30 de agosto de 1963 e fundou o Partido Republicano Democrático, o regime autoritário consolidou-se após a vitória de Park nas eleições de 15 de outubro de 1963, ele assumiu a presidência em 17 de dezembro de 1963, sendo reeleito duas vezes, em 1967 e 1971, embora com uma vantagem mínima, o que ameaçava a continuidade do curso político e a implementação das reformas econômicas. Em 17 de outubro de 1972, o presidente declarou lei marcial no país, dissolveu a Assembleia Nacional, prendeu a maioria dos líderes da oposição e propôs emendas constitucionais para fortalecer o poder presidencial. Em 21 de novembro de 1972, em condições de lei marcial, foi realizado um referendo, no qual foi aprovada a Constituição Yushin, que entrou em vigor em 26 de dezembro de 1972 e deu início ao regime da Quarta República.
| N° | Retrato | Presidente (Nascimento-morte)            | Mandato                | Mandato                | Mandato         | Partido político        | Eleição                          |
| N° | Retrato | Presidente (Nascimento-morte)            | Início                 | Fim                    | Duração         | Partido político        | Eleição                          |
| -- | ------- | ---------------------------------------- | ---------------------- | ---------------------- | --------------- | ----------------------- | -------------------------------- |
| 3  |         | Park Chung-hee 박정희 朴正熙 (1917–1979) | 17 de dezembro de 1963 | 27 de dezembro de 1972 | 9 anos, 10 dias | Republicano Democrático | 5.º (1963) 6.º (1967) 7.º (1971) |

## Quarta República (1972–1981)
A Quarta República (em coreano:  4공화국) foi instaurada com a promulgação da Constituição Yushin, em 27 de dezembro de 1972, consolidando um regime presidencialista autoritário, a nova constituição ampliou o mandato presidencial para seis anos, permitiu sua eleição por colégio eleitoral e concedeu amplos poderes ao presidente, como dissolver o parlamento e nomear um terço dos deputados. Park renovou seu mandato em 1972 e 1978 sem concorrência, mas foi assassinado em 26 de outubro de 1979 pelo diretor da Agência Central de Inteligência, que posteriormente foi julgado e executado. O primeiro-ministro Choi Kyu-hah assumiu interinamente, declarou estado de emergência, e nomeou o general Jeong Seung-hwa responsável pela segurança nacional.
Na madrugada de 12 de dezembro de 1979, Chun Doo-hwan prendeu Jeong sob a acusação de envolvimento no assassinato de Park, consolidando o poder do grupo Hanahoe, uma organização de militares alinhados a Chun. Em 14 de abril de 1980, ele assumiu o comando da Agência Central de Inteligência.
Em 17 de maio de 1980, Chun Doo-hwan liderou um golpe militar, expandindo o estado de emergência em todo o país, fechando universidades, censurando a imprensa e proibindo atividades políticas. Tropas foram enviadas a diversas regiões para impor as novas medidas. No dia seguinte, eclodiu a Revolta de Gwangju, uma insurreição popular contra o regime, violentamente reprimida pelo exército em 27 de maio.
Após a renúncia de Choi Kyu-hah em 16 de agosto, Chun foi eleito sem oposição em 27 de agosto, tomando posse em 1.º de setembro, um referendo em 22 de outubro aprovou uma nova constituição, marcando a transição para a Quinta República.
| N°  | Retrato               | Presidente (Nascimento-morte)                       | Mandato                 | Mandato                 | Mandato          | Partido político        | Eleição               |
| N°  | Retrato               | Presidente (Nascimento-morte)                       | Início                  | Fim                     | Duração          | Partido político        | Eleição               |
| --- | --------------------- | --------------------------------------------------- | ----------------------- | ----------------------- | ---------------- | ----------------------- | --------------------- |
| (3) |                       | Park Chung-hee 박정희 朴正熙 (1917–1979)            | 27 de dezembro de 1972  | 26 de outubro de 1979   | 6 anos, 303 dias | Republicano Democrático | 8.º (1972) 9.º (1978) |
| —   |                       | Choi Kyu-hah 최규하 崔圭夏 (1919–2006)              | 26 de outubro de 1979   | 6 de dezembro de 1979   | 41 dias          | Independente            | [ nota 8 ]            |
| 4   | 6 de dezembro de 1979 | Choi Kyu-hah 최규하 崔圭夏 (1919–2006)              | 16 de agosto de1980     | 255 dias                | 10.º (1979)      | Independente            |                       |
| —   |                       | Park Choong-hoon 박충훈 朴忠勳 (1919–2001) Interino | 16 de agosto de 1980    | 1.º de setembro de 1980 | 16 dias          | Republicano Democrático | [ nota 9 ]            |
| 5   |                       | Chun Doo-hwan 전두환 全斗煥 (1931–2021)             | 1.º de setembro de 1980 | 25 de fevereiro de 1981 | 176 dias         | Militar (Hanahoe)       | 11.º (1980)           |

## Quinta República (1981–1987)
A Quinta República (em coreano:  5 공화국) foi instaurada após a promulgação de uma nova Constituição em 25 de outubro de 1980, promovida pelo governo de Chun Doo-hwan, a nova constituição estabeleceu eleições presidenciais indiretas por colégio eleitoral, ampliou o mandato presidencial para sete anos sem reeleição, concedeu ao presidente poderes para decretar estado de emergência e dissolver a Assembleia Nacional, além de prever o financiamento estatal do partido governista.
Em 25 de fevereiro de 1981, Chun Doo-hwan foi eleito sem oposição pelo colégio eleitoral como candidato do Partido da Justiça Democrática, obtendo mais de 90% dos votos dos delegados. Seu governo, marcado por forte controle político e repressão, foi pressionado a adotar reformas no final da década de 1980, em junho de 1987, diante de intensos protestos populares, Chun aceitou um plano de transição elaborado por seu sucessor e aliado, Roh Tae-woo, que incluía eleições presidenciais diretas e a restauração de direitos civis.
Em 28 de outubro de 1987, um novo referendo aprovou uma Constituição que consolidou os princípios democráticos do Estado, a nova Constituição entrou em vigor em 19 de dezembro de 1987. Três dias antes, em 16 de dezembro, foram realizadas eleições presidenciais, nas quais Roh Tae-woo venceu com 36,6% dos votos, beneficiando-se da divisão entre os candidatos oposicionistas Kim Young-sam e Kim Dae-jung. A transição de poder ocorreu em 25 de fevereiro de 1988, marcando o início da Sexta República.
| N°  | Retrato | Presidente (Nascimento-morte)           | Mandato                 | Mandato                 | Mandato | Partido político              | Eleição     |
| N°  | Retrato | Presidente (Nascimento-morte)           | Início                  | Fim                     | Duração | Partido político              | Eleição     |
| --- | ------- | --------------------------------------- | ----------------------- | ----------------------- | ------- | ----------------------------- | ----------- |
| (5) |         | Chun Doo-hwan 전두환 全斗煥 (1931–2021) | 25 de fevereiro de 1981 | 25 de fevereiro de 1988 | 6 anos  | Justiça Democrática (Hanahoe) | 12.º (1981) |

## Sexta República (1987–presente)
A Sexta República (em coreano:  6공화국) é o regime político atual da República da Coreia, estabelecido com a adoção da Constituição democrática de 1987. O presidente detém amplos poderes, incluindo a nomeação do primeiro-ministro e dos ministros (com aprovação do Parlamento), sendo também o comandante supremo das forças armadas.
| N°  | Retrato | Presidente (Nascimento-morte)                          | Mandato                 | Mandato                 | Mandato          | Partido político                                       | Eleição     |
| N°  | Retrato | Presidente (Nascimento-morte)                          | Início                  | Fim                     | Duração          | Partido político                                       | Eleição     |
| --- | ------- | ------------------------------------------------------ | ----------------------- | ----------------------- | ---------------- | ------------------------------------------------------ | ----------- |
| 6   |         | Roh Tae-woo 노태우 盧泰愚 (1932–2021)                  | 25 de fevereiro de 1988 | 25 de fevereiro de 1993 | 4 anos           | Justiça Democrática Liberal Democrático Independente   | 13.º (1987) |
| 7   |         | Kim Young-sam 김영삼 金泳三 (1927–2015)                | 25 de fevereiro de 1993 | 25 de fevereiro de 1998 | 4 anos           | Liberal Democrático Nova Coreia Independente           | 14.º (1992) |
| 8   |         | Kim Dae-jung 김대중 金大中 (1924–2009)                 | 25 de fevereiro de 1998 | 25 de fevereiro de 2003 | 4 anos           | Congresso Nacional Democrático do Milênio Independente | 15.º (1997) |
| 9   |         | Roh Moo-hyun 노무현 盧武鉉 (1946–2009)                 | 25 de fevereiro de 2003 | 12 de março de 2004     | 1 ano, 16 dias   | Democrático do Milênio Independente                    | 16.º (2002) |
| —   |         | Goh Kun 고건 高建 (nascido em 1938) Interino           | 12 de março de 2004     | 14 de maio de 2004      | 63 dias          | Democrático do Milênio                                 | [ nota 11 ] |
| (9) |         | Roh Moo-hyun 노무현 盧武鉉 (1946–2009)                 | 14 de maio de 2004      | 25 de fevereiro de 2008 | 3 anos, 286 dias | Uri Independente                                       | [ nota 12 ] |
| 10  |         | Lee Myung-bak 이명박 李明博 (nascido em 1941)          | 25 de fevereiro de 2008 | 25 de fevereiro de 2013 | 4 anos           | Nacional Grande Saenuri                                | 17.º (2007) |
| 11  |         | Park Geun-hye 박근혜 朴槿惠 (nascida em 1952)          | 25 de fevereiro de 2013 | 10 de março de 2017     | 4 anos, 13 dias  | Saenuri Liberdade da Coreia                            | 18.º (2012) |
| —   |         | Hwang Kyo-ahn 황교안 黃敎安 (nascido em 1957) Interino | 9 de dezembro de 2016   | 10 de maio de 2017      | 151 dias         | Independente                                           | [ nota 13 ] |
| 12  |         | Moon Jae-in 문재인 文在寅 (nascido em 1953)            | 10 de maio de 2017      | 10 de maio de 2022      | 4 anos           | Democrático                                            | 19.º (2017) |
| 13  |         | Yoon Suk-yeol 윤석열 尹錫悅 (nascido em 1960)          | 10 de maio de 2022      | 4 de abril de 2025      | 2 anos, 329 dias | Poder Popular                                          | 20.º (2022) |
| —   |         | Han Duck-soo 한덕수 韓悳洙 (nascido em 1949) Interino  | 14 de dezembro de 2024  | 27 de dezembro de 2024  | 13 dias          | Independente                                           | [ nota 14 ] |
| —   |         | Choi Sang-mok 최상목 崔相穆 (nascido em 1963) Interino | 27 de dezembro de 2024  | 24 de março de 2025     | 87 dias          | Independente                                           | [ nota 15 ] |
| —   |         | Han Duck-soo 한덕수 韓悳洙 (nascido em 1949) Interino  | 24 de março de 2025     | 1.º de maio de 2025     | 38 dias          | Independente                                           | [ nota 16 ] |
| —   |         | Lee Ju-ho 이주호 李周浩 (nascido 1961) Interino        | 1.º de maio de 2025     | 3 de junho de 2025      | 33 dias          | Independente                                           | —           |
| 14  |         | Lee Jae-myung 이재명 (nascido em 1963)                 | 4 de junho de 2025      | Incumbente              | 0 anos           | Democrático                                            | 21.º (2025) |

## Linha do tempo
| Linha do tempo dos governos da Coreia do Sul |
| -------------------------------------------- |
|                                              |